# Фраукьє Венстра
Фраукьє Венстра (нід. Froukje Veenstra; нар. 4 вересня 2001, Нівкоп), або просто Froukje — нідерландська співачка й авторка пісень. У 2023 році була амбасадоркою святкування Дня визволення де виступала разом з Роксоланою.

## Ранні роки
Фраукьє Венстра народилася в родині вчителів, для яких музика завжди відігравала важливу роль. Раніше вона грала в гурті Ginger Squad разом зі своїм батьком і сестрою, а пізніше в інших гуртах, враховуючи Chicks & Wings. Наприкінці 2010-х вона вступила до Роттердамської музичної консерваторії. З 2020 року її навчання було перервано через пандемію COVID-19.